# سيسيليا أجير
سيسيليا أجير (بالإنجليزية: Cecelia Ager)‏ هي ناقدة سينمائية وصحفية أمريكية، ولدت في 23 يناير 1902 في غراس فالي في الولايات المتحدة، وتوفيت في 2 أبريل 1981 في لوس أنجلوس في الولايات المتحدة.